# Structure interne de la Terre
 (14 mars 2025).
Motif : certains passages datés et/ou non référencés

Structure interne de la Terre :
1. Croûte continentale
2. Croûte océanique
3. Manteau supérieur
4. Manteau inférieur (ou Mésosphère)
5. Noyau externe
6. Noyau interne (ou graine terrestre)
A. Discontinuité de Mohorovičić
B. Discontinuité de Gutenberg
C. Discontinuité de Lehmann

La structure interne de la Terre est la répartition de l'intérieur de la Terre en enveloppes emboîtées : principalement la croûte, le manteau et le noyau, selon le modèle géologique actuel, qui s'efforce de décrire leurs propriétés et leurs comportements au cours des temps géologiques.
Ces couches sont délimitées par des discontinuités, repérables grâce à la sismologie. Celle-ci a permis de déterminer l'état de la matière à des profondeurs inaccessibles.
Cette constitution se comprend en remontant à la formation de la Terre par accrétion de planétésimaux, dont les météorites primitives, ou chondrites, constituent la mémoire. Les différentes couches se sont ensuite mises plus ou moins progressivement en place sous l'influence de divers paramètres physiques, comme la densité et la rhéologie des différentes phases constituant les matériaux premiers, ainsi que les affinités chimiques des éléments pour les diverses phases minérales, c'est-à-dire la différenciation chimique.

## Modèle actuel

### Structure principale

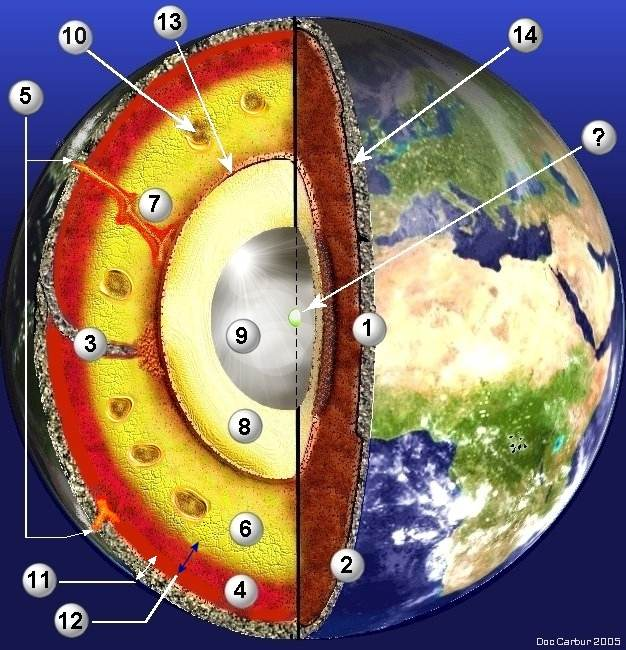
Structure détaillée :
(1) Croûte continentale
(2) Croûte océanique
(3) Subduction
(4) Manteau supérieur
(5) Point chaud
(6) Manteau inférieur
(7) Panache
(8) Noyau externe
(9) Noyau interne
(10) Cellule de convection
(11) Lithosphère
(12) Asthénosphère
(13) Discontinuité de Gutenberg
(14) Discontinuité de Mohorovicic
(?) Amande ?

#### Croûte terrestre
La croûte terrestre représente environ 1,5 % du volume de la Terre solide, 4,4 ‰ de la masse terrestre et 6,5 ‰ de la masse silicatée de la Terre (la Terre sans le noyau métallique).

##### Croûte continentale
La croûte continentale (1) est solide, essentiellement granitique et surmontée par endroits de roches sédimentaires. Elle est plus épaisse que la croûte océanique (de 30 km à 100 km sous les massifs montagneux).

##### Croûte océanique
La croûte océanique (2), relativement fine (environ 5 km), est solide et surtout composée de roches basaltiques.

#### Manteau
Le manteau terrestre total représente 84 % du volume terrestre. La discontinuité de Mohorovičić (14) marque la transition entre la croûte et le manteau.
Le manteau terrestre est moins « rigide » que les autres couches, sans pour autant en être liquide (comme pourraient le laisser penser les coulées de lave). Pour donner une idée, la viscosité du manteau pour la roche qui le compose est comparable à la viscosité de la glace (telle que celle qui s'écoule dans les glaciers) pour l'eau.
Néanmoins, le manteau reste solide. En effet, aux profondeurs élevées du manteau, l'effet de pression (maintenant l'état solide) est plus important que l'effet de température (provoquant la fusion).
En revanche, quand les effets s'appliquent en sens inverse, lors par exemple d'une remontée suffisamment rapide, les matériaux mantelliques remontent (et donc se dépressurisent) plus vite que ne le permet l'équilibrage thermique par diffusion de la chaleur transportée : c'est ce que l'on appelle une remontée adiabatique. Ainsi, le matériau peut croiser son point de fusion commençante, et commencer à donner naissance à un magma primaire. Ceci se produit à l'aplomb des dorsales à une profondeur d'environ 100 km.

##### Manteau supérieur
Le manteau supérieur (4) est moins visqueux et plus ductile que le manteau inférieur : les contraintes physiques qui y règnent le rendent en partie plastique. Il est formé essentiellement de roches telles que la péridotite.

##### Manteau inférieur
Le manteau inférieur (6) a des propriétés solides aux échelles de temps inférieures à l'année, et plastiques aux échelles de temps supérieures au siècle.
Dans le manteau inférieur, des cellules de convection du manteau (10) sont de la matière en mouvement lent. En effet, le manteau est le siège de courants de convection qui transfèrent la majeure partie de l’énergie thermique du noyau terrestre vers la surface. Ces courants provoquent la dérive des continents, mais leurs caractéristiques précises (vitesse, amplitude, localisation) sont encore mal connues.

#### Noyau
Le noyau, qu'on distingue en noyau externe et interne, représente 15 % du volume terrestre. La discontinuité de Gutenberg (13) marque la transition entre le manteau et le noyau.

##### Noyau externe
Le noyau externe (8) est liquide. Il est essentiellement composé de fer à 80-85 %, d'environ 10-12 % d'un élément léger non encore déterminé parmi le soufre, l'oxygène, le silicium et le carbone (ou un mélange des quatre),, et enfin de l'ordre de 5 % de nickel. Sa viscosité est estimée entre 1 et 100 fois celle de l’eau, sa température moyenne atteint 4 000 degrés Celsius et sa densité 10.
Cette énorme quantité de métal en fusion est brassée par convection. Cette convection est surtout thermique (refroidissement séculaire de la planète), et pour une plus faible partie due à la composition du noyau (séparation, démixtion des phases).
Les mouvements du noyau externe interagissent avec les mouvements de la Terre : principalement sa rotation quotidienne, mais aussi à plus longue échelle de temps sa précession.
La nature conductrice du fer permet le développement de courants électriques variables qui donnent naissance à des champs magnétiques, lesquels renforcent ces courants, créant ainsi un effet dynamo, en s’entretenant les uns les autres. Ainsi explique-t-on que le noyau liquide est à l’origine du champ magnétique terrestre. La source d'énergie nécessaire à l'entretien de cette dynamo réside très probablement dans la chaleur latente de cristallisation de la graine.

##### Noyau interne
Le noyau interne (9), aussi appelé graine, est une boule solide. Elle est essentiellement métallique (environ 80 % d'alliages de fer et 20 % de nickel) et constituée par cristallisation fractionnée progressive du noyau externe. La pression, qui est de 3,5 millions de bars (350 gigapascals), le maintient dans un état solide malgré une température supérieure à 6 000 °C et une densité d’environ 13. La discontinuité de Lehmann marque la transition entre le noyau externe et le noyau interne.
Le noyau interne est toujours un sujet actif de la recherche géologique. Différentes observations laissent entendre que le noyau interne serait en mouvement. Sa nature exacte reste sujette à discussion.

### Structures secondaires

#### Lithosphère
La lithosphère (11) est constituée de la croûte et d'une partie du manteau supérieur. Elle est subdivisée en plaques tectoniques, ou lithosphériques. La limite inférieure de la lithosphère se trouve à une profondeur comprise entre 100 et 200 kilomètres, à la limite où les péridotites approchent de leur point de fusion. Elle comprend la discontinuité de Mohorovicic (14).

#### Asthénosphère
L'asthénosphère (12) est la zone en dessous de la lithosphère.
Comprise dans l'asthénosphère, à la base de la lithosphère, se trouve une zone appelée low velocity zone (LVZ) où on constate une diminution de la vitesse et une atténuation marquée des ondes sismiques P et S. Ce phénomène est dû à la fusion partielle des péridotites qui entraîne une plus grande fluidité. La LVZ n’est généralement pas présente sous les racines des massifs montagneux de la croûte continentale. Certains géologues incluent la LVZ dans la lithosphère.

#### Zone de subduction
Une zone de subduction (3) est une plaque qui s’enfonce dans le manteau, parfois jusqu’à plusieurs centaines de kilomètres. C'est le lieu d'activités sismiques et volcaniques.

#### Points chauds
Le volcanisme (5) dit « de point chaud » est le plus profond des volcanismes actifs. Il s’agirait de volcans dont le magma proviendrait des profondeurs du manteau proche de la limite avec le noyau liquide. Ces volcans ne seraient donc pas liés aux plaques tectoniques et, ne suivant donc pas les mouvements de l’écorce terrestre, ils seraient quasiment immobiles à la surface du globe, et formeraient les archipels d'îles comme celui de Tahiti ou Hawaii.
Le volcanisme de point chaud est produit par un panache de matière plus chaude (7) qui, partant de la limite avec le noyau, fond partiellement en arrivant près de la surface de la Terre.

### Tableau récapitulatif
| Enveloppe                                                            | Profondeur km                     | Masse volumique g/cm3 | Pétrographie dominante                                         | Éléments chimiques,        |
| -------------------------------------------------------------------- | --------------------------------- | --------------------- | -------------------------------------------------------------- | -------------------------- |
| Croûte continentale océanique                                        | 0 – 35 0 – 10                     | 2,7 – 3,0 2,9 – 3,2   | Granite et gneiss Basalte, gabbro et péridotite                | Si et Al Si, Al et Mg      |
| Manteau supérieur lithosphérique et asthénosphère zone de transition | 35/10 – 670 35/10 – 400 400 – 670 | 3,4 – 4,4             | Olivine, pyroxène et grenat Wadsleyite → ringwoodite et Grenat | Si, Mg et Ca               |
| Manteau inférieur                                                    | 670 – 2890                        | 4,4 – 5,6             | Pérovskite et Ferropériclase                                   | Si, Mg, Fe et Ca           |
| Noyau externe                                                        | 2890 – 5100                       | 9,9 – 12,2            | —                                                              | Fe, Ni et S (état liquide) |
| Noyau interne                                                        | 5100 – 6378                       | 12,8 – 13,1           | —                                                              | Fe, Ni et S (état solide)  |

### Caractéristique: la chaleur interne

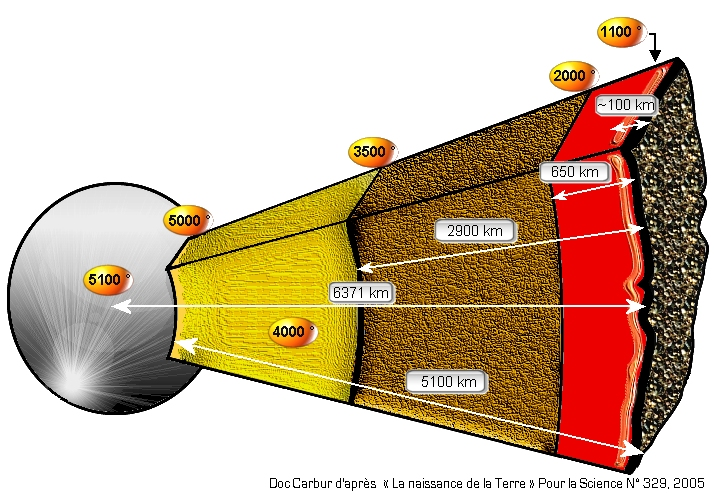
Dimensions respectives des couches et températures approximatives qui y règnent. Les températures du noyau évolueraient entre 3800 °C et 5500 °C selon la profondeur.

Évolution de la puissance thermique radiogénique au cours du temps dans les couches internes de la Terre.

La chaleur interne de la Terre est produite par la radioactivité naturelle des roches par désintégration de l'uranium, du thorium et du potassium. Les études estiment que la contribution de la radioactivité crustale et mantellique représente approximativement la moitié de l’énergie totale dégagée, celle de la chaleur primordiale transmise du noyau de la Terre vers le manteau étant évaluée entre 10 et 20 %.
Globalement, la température s'élève avec la proximité au centre de la Terre. À titre indicatif, elle varie entre 1 100 °C à la base de la croûte continentale à probablement 5 100 °C dans le noyau.
Les températures ne peuvent être mesurées rigoureusement : elles sont approximatives, la marge d'erreur grandissant avec la profondeur.
À partir de 2 900 km de profondeur, là où la pression commence à dépasser un million d’atmosphères, soit 100 gigapascals, la chaleur interne joue au moins deux rôles majeurs :
- en entretenant ou modifiant les mouvements convectifs du manteau, qui explique la tectonique des plaques et la dérive des continents ;
- en entretenant le champ magnétique terrestre[9].

## Observations à l'origine du modèle actuel

### Investigations directes

#### Exploration humaine
L'exploration humaine du cœur de la Terre est sujette à beaucoup de rêves et fantasmes, comme illustré dans le roman Voyage au centre de la Terre de Jules Verne.
Dans les faits, en 1956 au Gouffre Berger, dans le massif du Vercors (Isère) la profondeur symbolique de –1 000 mètres est atteinte pour la première fois. En 2005, la profondeur spectaculaire des –2 000 mètres est dépassée par des spéléologues à Krubera-Voronja (ex gouffre Voronja), dans le Caucase occidental (Abkhazie).
Par ailleurs, la variété des terrains explorés dans les mines est beaucoup plus importante que les étendues de roches sédimentaires parcourues par les spéléologues et les terrains exploités sont bien plus anciens. Les mineurs y côtoient quotidiennement le phénomène d’élévation de la température qui dès le XVIIIe siècle influera sur les hypothèses d’un globe au cœur en fusion. Toutefois, même les mines les plus profondes du monde (~3 500 m pour la Tau Tona d'Afrique du Sud en 2002) ne font qu’effleurer l’écorce terrestre.
La simple exploration humaine ne suffit pas à la connaissance du contenu profond du globe. Au-delà de deux kilomètres, l'exploration indirecte est nécessaire.

#### Forages profonds

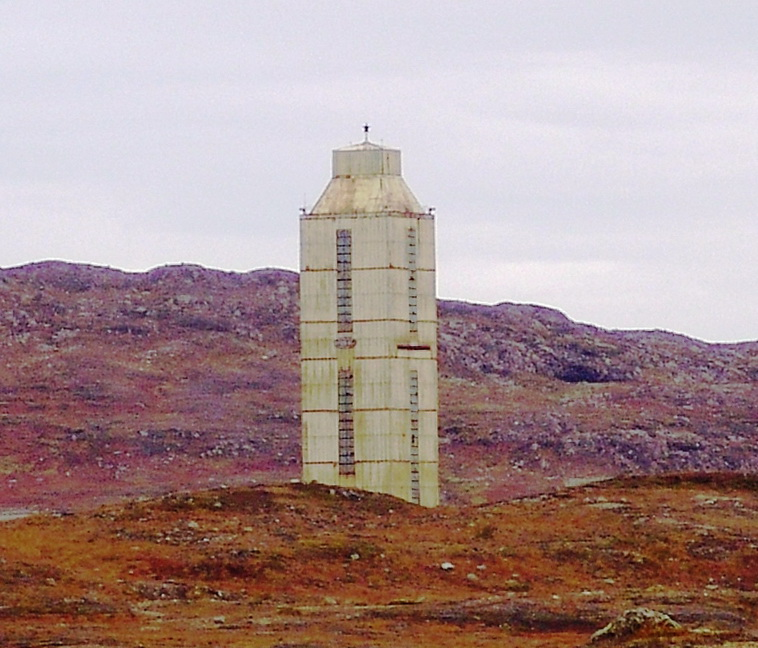
Site du forage de Kola en 2007.

L’objectif des forages profonds est de mieux connaître la lithosphère et d’atteindre la zone de transition entre celle-ci et le manteau supérieur : le Moho.
Le programme KTB (Kontinental Tiefbohrprogramm der Bundesrepublik) a atteint 9 800 mètres sous l’Allemagne et le forage SG-3 12 600 mètres dans la péninsule de Kola (Russie), entre 1970 et 1989. Pour ce dernier, la température mesurée à 12 km de profondeur est de 212 °C alors qu'il y était attendu une température de l'ordre de 120 °C. Le gradient géothermique de 1 °C/60 m (la température s'élève avec la profondeur en moyenne de 1 °C tous les 60 m) y est deux fois plus faible que celui mesuré par la plupart des sondages.
Si ces forages ont permis de confirmer la structure et la composition de la croûte ou de tracer des profils sismiques régionaux, ils ne dépassent pas la croûte terrestre, ce qui ne représente même pas la peau d'une orange mise à l'´échelle de la planète.
La croûte océanique étant plus mince que les plaques continentales, plusieurs projets de forage océanique ont vu le jour, MOHOLE puis DSP (1968-1983) aux États-Unis, puis des programmes internationaux comme ODP (1985-2003) et IODP (2003-2013). Pour l'instant, aucun navire n’a encore réussi à forer jusqu’à la discontinuité de Mohorovičić.

### Sismologie

#### Principe expérimental
À l'aide des enregistrements obtenus sur des sismomètres à la suite d'un séisme, il est possible de déterminer la position de son foyer le plus précisément possible. Les vibrations qui se propagent ensuite à travers tout le globe sont pareillement enregistrées. Ces phénomènes ondulatoires sont soumis à des lois physiques telles que la réflexion ou la réfraction. Les ondes sismiques se comportent ainsi comme des ondes lumineuses. En appliquant les lois de Snell-Descartes de réfraction il est alors possible de relier la vitesse de propagation et les paramètres physiques du milieu qu’elles traversent. Une onde se déplace plus lentement dans un matériau moins dense et plus rapidement dans un matériau plus dense. L’examen des courbes du temps mis selon la distance parcourue par les ondes permet alors d'évaluer le contenu de la Terre.

#### Types d'ondes
Les ondes étudiées dans la tomographie sismique sont les ondes de volume qui parcourent la matière et donc le globe terrestre dans toutes les directions. Les ondes de surface, qui causent les dégâts aux constructions humaines, ne se propagent que dans la croûte et ne donnent aucune information sur les couches profondes.
Les ondes sont de deux types : P et S. Certaines ondes arrivent rapidement : ce sont les ondes P (comme Premières) ; d’autres sont retardées et sont enregistrées plus tard : ce sont les ondes S (comme Secondes).
|  | Les ondes P sont des vibrations qui agissent en compression : les particules se déplacent dans le sens de propagation de l’onde, un peu comme dans un ressort. Ces ondes de compression se propagent dans les solides, les liquides et les gaz.                                  |
|  | Les ondes S sont des ondes de cisaillement : les particules se déplacent perpendiculairement au sens de propagation de l’onde, un peu comme une oscillation sur une corde. Ces ondes de cisaillement se propagent dans les solides mais pas dans les milieux liquides ou gazeux. |

#### Interprétation des graphes

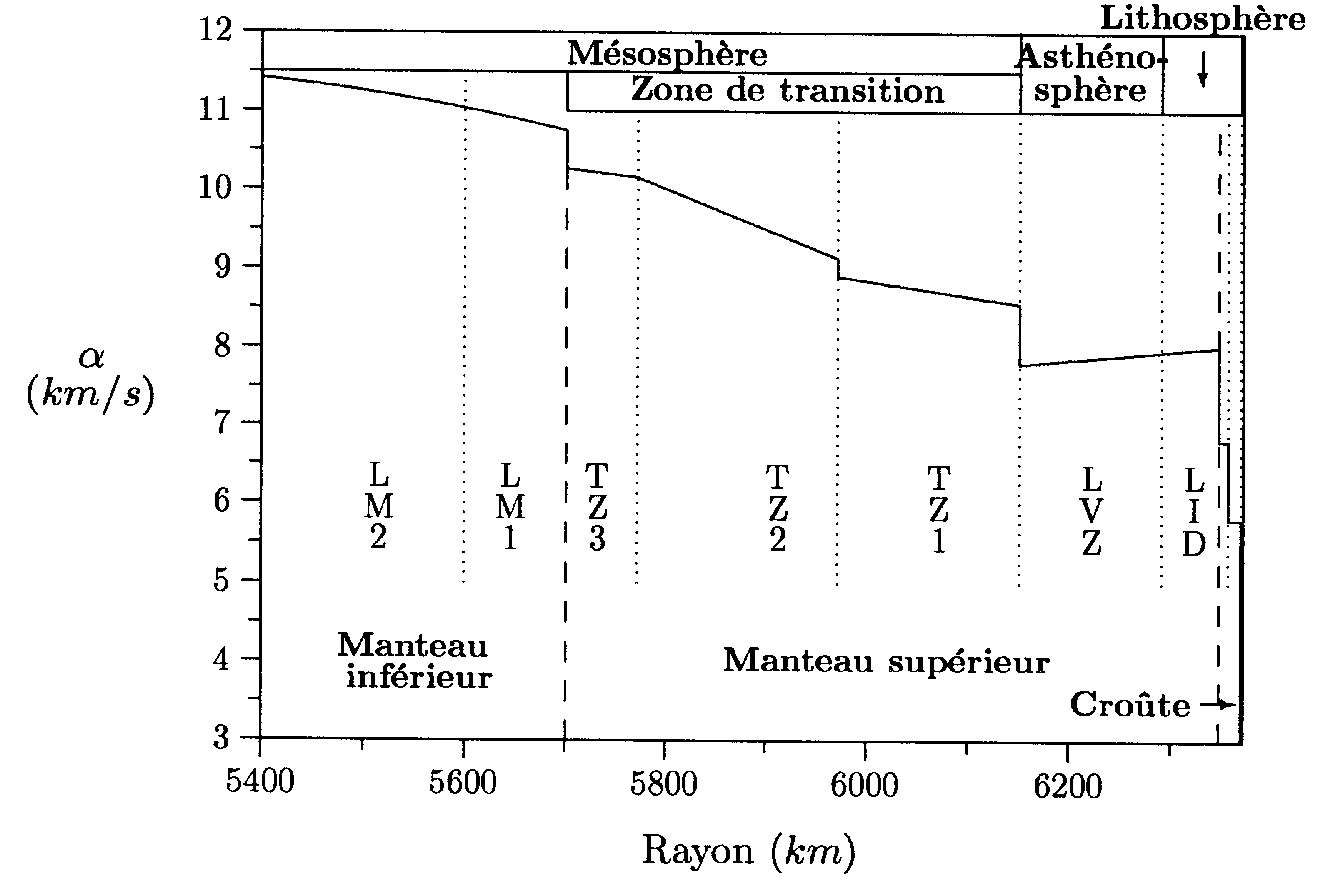
Le manteau, l'asthénosphère et la lithosphère dans le cadre du modèle PREM.

Lorsqu’une onde P arrive non-perpendiculairement sur une zone de transition (interface manteau-noyau par exemple) une petite partie de son énergie est convertie dans une autre forme d’onde (une fraction de P devient alors S). L’interprétation des relevés sismographiques est donc ardue car s’y chevauchent les tracés de nombreux types d’ondes qu’il faut démêler et dont on doit expliquer l’origine.
Toutes ces ondes sont désignées par des lettres différentes qu’on peut ensuite combiner au fur et à mesure de leur évolution (voir tableau ci-dessous).
|               | onde P | onde S |
| ------------- | ------ | ------ |
| manteau       | P      | S      |
| noyau externe | K      |        |
| noyau interne | I      | J      |

Ainsi une onde PP est une onde P qui, après avoir subi une réflexion à la surface du globe terrestre, est restée dans le manteau avant de réapparaître en surface où elle est détectée. Une onde PKP est une onde P qui ressort en surface après avoir traversé le noyau externe liquide (trajet = manteau / noyau ext. / manteau).
L’appellation peut être allongée autant que nécessaire. Par exemple, une onde quasi verticale traversant le globe terrestre de part en part après avoir rebondi à la surface et être passée deux fois (à l’aller et au retour) par le noyau et la graine, et enfin réapparaissant à la surface, sera appelée PKIKPPKIKP.

#### Discontinuités
Une discontinuité géologique est la limite entre deux formations géologiques différentes. Une discontinuité sismique est une variation brusque de la vitesse des ondes, qui résulte d'une différence notable des propriétés mécaniques des roches constituant deux formations géologiques adjacentes. Quand la vitesse d'une onde sismique change brutalement et de façon importante, cela signifie qu'elle est passée d'une formation géologique à une autre, séparées par une discontinuité.

### Géomagnétisme
Sous l'effet de sa rotation et des mouvements internes des métaux en fusion de son noyau, la Terre se comporte comme une sorte de dynamo, dont résulte un champ magnétique. Celui-ci est peu important par rapport aux aimants industriels, mais est suffisant pour dévier l’aiguille d'une boussole et protéger en partie la surface terrestre de rayons cosmiques, comme ceux des vents solaires, qui perturberaient sinon les appareils électroniques.
Ce champ varie dans le temps. Dans la vie de la Terre, il s’est même inversé des centaines de fois, pour des raisons encore méconnues, mais qui occupent une recherche active. Celle-ci n'a pas pour le moment permis de mettre en évidence un effet dynamo dans une sphère en rotation lente, mais a montré la formation de colonnes de convection à certaines températures selon la viscosité des fluides et la vitesse de rotation. Ces mouvements sont apparemment compatibles avec ce que nous connaissons du champ électromagnétique terrestre.

### Observation des neutrinos

#### Géoneutrinos
L'étude des géoneutrinos issus des désintégrations radioactives de l'uranium 238, de l'uranium 235, du thorium 232 et du potassium 40 permet d'obtenir des informations sur la chaleur générée à l'intérieur de la Terre : environ 40 TW. Cette valeur est cohérente avec celles obtenues par d'autres méthodes.

#### Neutrinos atmosphériques
L'étude des neutrinos atmosphériques qui traversent la Terre permet d'en sonder les couches internes et ainsi d'en déduire la densité et la masse des différentes couches.

### Étude des météorites
Afin de comprendre comment les couches successives de la Terre se sont progressivement différenciées, il est utile de connaître la composition exacte du matériau primitif qui lui a donné naissance.
Ses éléments indispensables sont le fer, le nickel et les silicates. On retrouve ces éléments (et plusieurs autres) dans un type de météorites appelé chondrites. Elles contiennent des petites zones sphériques de silicates solidifiés après fusion, les chondres, dont le nom est à l’origine de l’appellation de ces météorites.
Certaines d’entre elles, comme la chondrite Allende, contiennent un mélange de fer métallique et d’oxyde de fer, ainsi qu’une grande quantité de carbone. D’autres, comme la chondrite d’Indarch[réf. nécessaire], du fer métallique et de l’enstatite, un silicate de magnésium (MgSiO3) extrêmement fréquent dans le manteau terrestre. Les météorites carbonées CI, plus primitives, montrent du fer totalement oxydé. Elles sont très proches par leur composition de la nébuleuse gazeuse qui donna naissance au système solaire il y a environ 4,57 milliards d’années, et à la Terre il y a 4,45 milliards d’années.
Parmi toutes ces chondrites, seules celles contenant 45 % d’enstatite présentent une composition chimique et isotopique en adéquation avec la densité et la nature profonde actuelle de la Terre (plusieurs couches de silicates légers et un noyau où ont migré les métaux plus lourds). Ces météorites ont une taille bien trop faible pour être différenciées : leurs éléments y sont restés répartis de façon relativement homogène.

## Histoire des modèles: les progrès de la compréhension de la structure de la terre
Depuis l’Antiquité, beaucoup ont tenté d'expliquer la constitution interne de notre globe : des mathématiciens, des philosophes, des théologiens puis plus tardivement des naturalistes, des physiciens et des géologues. Certains de ces intellectuels ont cherché à coller à la vision du terrain (relief, volcans, tremblements de terre), d’autres ont voulu aussi incorporer à leur modèle une explication des textes bibliques (le déluge) ; l'exhaustivité de ce recensement est difficilement atteignable.

### De l’Antiquité auXVIIIesiècle: des explications inspirées
Aristote (IVe siècle av. J.-C.) établit l'une des premières définition de la constitution terrestre. Pour lui, la Terre est constituée de terre et de roche entourée d’eau puis d’air. Viennent ensuite une couche de feu et les astres. Jusqu’à Copernic cette vision évoluera peu.
Mais au milieu du XVIIe siècle un foisonnement d’idées nouvelles apparaît. En 1644, René Descartes dans Les Principes de la philosophie présente la Terre comme un ancien soleil qui a gardé un noyau de type solaire, mais dont les couches externes ont évolué. Plusieurs couches se succèdent à partir du centre : roche, eau, air puis enfin une croûte extérieure en équilibre sur cet air. Cette croûte brisée a formé les reliefs et laissé passer l’eau venant des profondeurs qui a formé les mers et les océans. À la même époque, Athanasius Kircher postule lui aussi que le globe terrestre est un astre refroidi, mais qu'il contient sous la croûte une matière en fusion qui s’échappe parfois du centre par les volcans.
À la fin du XVIIe et au cours du XVIIIe siècle, une grande quantité d’hypothèses sont émises. William Whiston suggère une Terre issue d'une ancienne comète. John Woodward et Thomas Burnet proposent une Terre ayant été composée d’un mélange fluide qui s’est déposé par gravité au cours du temps. Edmund Halley conçoit une Terre creuse à plusieurs coques concentriques et noyau aimanté, séparés par du vide. Henri Gautier pense à une Terre totalement creuse où la fine croûte externe serait en équilibre entre gravité et force centrifuge.

### AuXIXe: les balbutiements d'une approche géologique
Avec l’essor de la géologie, les théories doivent être cohérentes avec l'observation et les mesures géophysiques.
Le peu d’influence des masses montagneuses sur la gravité locale tend à prouver que la Terre n’est pas creuse, invalidant les hypothèses antérieures. Dès le XVIIIe siècle, le léger aplatissement du globe aux pôles et la nature ignée de certaines roches font dire à Georges de Buffon que la Terre a été en fusion à son origine.
Au XIXe siècle, la mesure de l’augmentation régulière de la température avec la profondeur dans les mines (1 °C pour 25 mètres) incite Joseph Fourier et Louis Cordier à extrapoler et déduire que le centre de notre planète est en fusion à une température de plusieurs milliers de degrés. L’origine de cette température est encore incertaine : on ne sait s'il s'agit d'un reste de la chaleur originelle conservée dans un globe terrestre en cours de refroidissement, ou bien s'il y a pu avoir élévation de la température interne de la Terre par des phénomènes physiques ou chimiques exothermiques. De plus, cette chaleur pourrait être suffisamment intense pour que toute la matière interne soit gazeuse au-delà d’une certaine profondeur.
Pour William Hopkins, la variation du point de fusion des roches en fonction de la pression fait une nouvelle fois pencher la balance en faveur d’un noyau solide.
Selon Lord Kelvin, le niveau très faible des mouvements du sol liés à la marée (évalué par comparaison avec la mesure précise des marées océaniques) plaide pour un globe aux propriétés d’un solide élastique, et non pas d’un fluide. Son modèle nécessite une partie centrale rigide pour expliquer la déformation due aux marées (14 jours de période).

### AuXXe: les données expérimentales entraînent une avalanche de découvertes
Au cours du XXe siècle, la tomographie sismique, gagnant en précision, permet de faire plusieurs découvertes essentielles.
- En 1909, Andrija Mohorovičić met en évidence l'interface entre la croûte et le manteau. Cette discontinuité porte son nom, le plus souvent raccourci en « Moho ».
- En 1912, Beno Gutenberg place l’interface manteau / noyau à 2 900 km de profondeur grâce à l’étude des ondes P, donnant son nom à la discontinuité entre le manteau inférieur et le noyau externe.
- En 1926, Harold Jeffreys établit la fluidité du noyau métallique.
- En 1936, Inge Lehmann découvre la graine (ou noyau interne). C'est une partie métallique à l’intérieur du noyau « à 5 150 km de profondeur et 3,3 millions d’atmosphères de pression », la température est probablement à peu près celle qui est nécessaire à la fusion du fer à 330 GPa. Mais sa solidité sera établie plus tard.

Dans le même temps, de 1923 à 1952, d’autres géophysiciens (comme Adams, Williamson, Bullen, Birch) travaillent sur des équations permettant de déterminer la variation de la densité avec la profondeur et la pression qu’elle engendre.
Par ailleurs, l’analyse de la composition des roches terrestres et météoritiques, ainsi que la mesure de la densité moyenne du globe (5,5) influent sur plusieurs modèles où une fine croûte légère de silicates recouvre un noyau métallique volumineux plus dense.

### AuXXIe: la frontière du «très profond»
La recherche actuelle s'intéresse à une meilleure connaissance du « très profond ». En particulier, la nature et les propriétés exactes de la graine terrestre. Par exemple, sa température. En 2013, des résultats convergents expliquent les écarts antérieurs, selon lesquels la température du noyau évoluerait de 3 800 °C à 5 500 °C selon la profondeur[réf. nécessaire].